# Дискретный шкальный индикатор

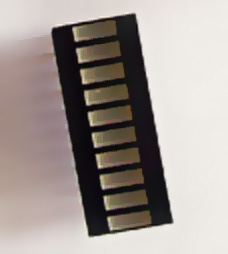
Светодиодный десятиразрядный шкальный индикатор

Дискре́тный шка́льный индика́тор — вид знакосинтезирующего индикатора. Предназначен для отображения информации в виде уровней или значений величин.
Позволяет приблизительно (с точностью до веса деления) оценить уровень сигнала по количеству или положению элементов индикации на дискретной шкале. Выполняется в виде набора единичных индикаторов (элементов шкалы), расположенных вдоль прямого или криволинейного отрезка. Индикация уровня сигнала на таком устройстве производится включением одного или последовательности рядом расположенных элементов. В первом случае, индикатор показывает уровень сигнала положением одного элемента — чем дальше от начала шкалы, тем больше уровень (шкала без заполнения). Во втором случае, уровень сигнала показывается включением всех элементов от начала шкалы до действующего значения (шкала с заполнением). Чем больше элементов содержит шкала, тем более точно можно оценить уровень сигнала.
Встречается вариант шкального индикатора, в котором средний уровень сигнала показывается шкалой с заполнением, а мгновенное, пиковое значение — одним элементом (пиковый индикатор).
Некоторые применения:

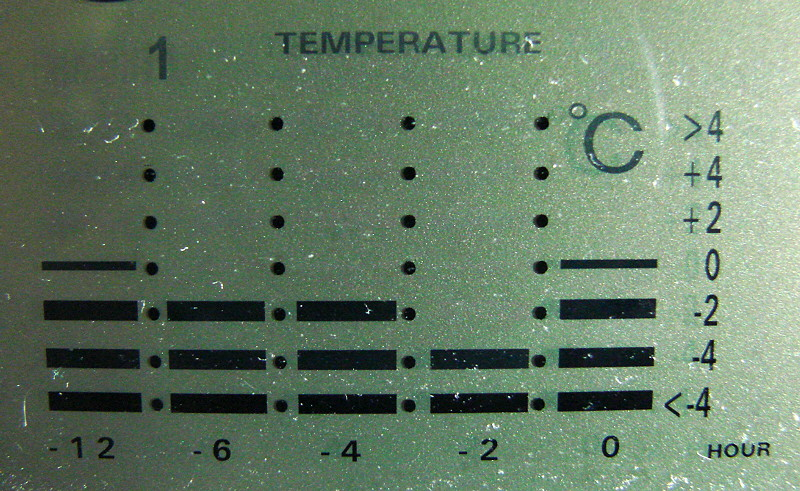
Шкальный индикатор погодной станции

- для обозначения амплитуды звукового сигнала в звуковоспроизводящих устройствах;
- в качестве шкалы настройки в радиоприемниках;
- для построения графика изменения величины давления или температуры в погодных станциях;
- в цифровых мультиметрах для оперативного изменения уровня сигнала в аналоговом виде;
- индикатор заряда аккумуляторной батареи в мобильных устройствах.